# Gilbert Talbot of Grafton († 1518)

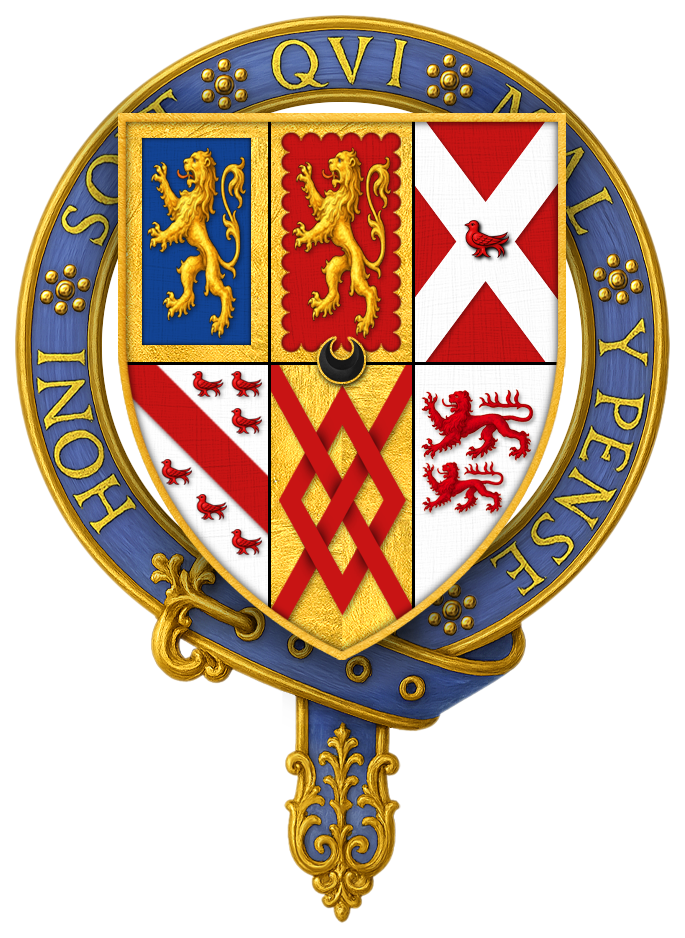
Wappen des Sir Gilbert Talbot

Sir Gilbert Talbot KG (* um 1452; † 19. September 1518) war englischer Adliger und Militär.

## Leben
Er war ein jüngerer Sohn des John Talbot, 2. Earl of Shrewsbury aus dessen Ehe mit Lady Elizabeth Butler, Tochter des James Butler, 4. Earl of Ormonde.
Er kämpfte für Heinrich VII. 1485 in der Schlacht von Bosworth. 1487 schlug ihn der König vor Beginn der Schlacht von Stoke auf dem Schlachtfeld zum Knight Banneret. Er war High Sheriff von Shropshire inne und Gutsherr von Grafton in Worcestershire. 1495 wurde er als Knight Companion in den Hosenbandorden aufgenommen. Er wurde auch Mitglied des Privy Council und 1509 Lord Deputy von Calais.

## Ehe und Nachkommen
In erster Ehe heiratete er nach 1475 Elizabeth, Tochter des Ralph de Greystoke, 5. Baron Greystoke, Witwe des Thomas Scrope, 5. Baron Scrope of Masham. Mit ihr hatte er zwei Söhne:
- Sir Gilbert Talbot, of Grafton († 1542), ⚭ (1) Anne Paston, ⚭ (2) Elizabeth Wynter;
- Sir Humphrey Talbot († im Heiligen Land).

In zweiter Ehe heiratete er Etheldreda, Tochter des William Landwade Cotton, Witwe des Thomas Barton und des Richard Gardyner, Lord Mayor of London. Mit ihr hatte er einen Sohn:
- Sir John Talbot, of Albrighton and Grafton († 1549), ⚭ (1) Margaret Troutbeck, ⚭ (2) Elizabeth Wrottesley.